# Konstantin Gutberlet
Konstantin Gutberlet, född 1837, död 1928, var en tysk filosof.
Gutberlet blev professor vid seminariet i Fulda 1862. Gutberlet, som företrädde den katolskt-nythomistiska riktningen, bekämpade huvudsakligen den moderna naturalismen och monismen med verk som Der mechanistische Monismus (1893) och Der Mensch, sein Ursprung und seine Entwicklung (1896, 2:a upplagan 1903), liksom även den modern "psykologin utan själ" i verk som Der Kampf um die Seele (2 band, 1898-1903).